# 章绍同
章绍同（1945年9月—），男，福建霞浦人，中国作曲家，中国电影金鸡奖最佳音乐获奖者。曾任中国音乐家协会理事，中国电影家协会理事。